# KUSA-Schaltung
Die KUSA-Schaltung (Kurzschlussläufersanftanlauf-Schaltung) ist eine elektrische Schaltung, mit der das Anlaufdrehmoment von Drehstrommotoren mit Kurzschlussläufer für einen Sanftanlauf herabgesetzt werden kann.

Schaltbild

## Einsatzbereiche
Die KUSA-Schaltung wird bei Motoren bis maximal 5 kW eingesetzt, wenn das Anlaufdrehmoment einen bestimmten Grenzwert nicht überschreiten darf; bei leistungsstärkeren Motoren wird diese Schaltung aufgrund der Verluste am Vorwiderstand nicht angewendet. Der Hauptanwendungsbereich ist bei Textilmaschinen, da es hier auf einen besonders sanften und stoßfreien Anlauf ankommt.
Vielfach wird anstelle des „Kusawiderstandes“ ein Sanftanlaufgerät eingesetzt. Es arbeitet nach dem Prinzip der Phasenanschnittsteuerung, dadurch lässt sich der Strom in der beschalteten Motorzuleitung zwischen Null und Nennstrom ändern.

## Aufbau und Funktion
In eine der drei Motorzuleitungen wird während der Hochlaufphase des Motors ein Dämpferwiderstand (Anlasswiderstand) oder eine Drosselspule geschaltet, die nach Erreichen der Nenndrehzahl mittels eines Schaltkontaktes wieder überbrückt werden. Dadurch verringert sich die Spannung in der beschalteten Motorwicklung entsprechend der Größe des Vorwiderstandes; die Statorströme in den beiden Zuleitungen werden allerdings etwas größer als bei direktem Anlauf. Dadurch verändert sich die Größe des magnetischen Flusses, das Drehfeld wird asymmetrisch und geht in eine Ellipsenform über. Mit abnehmender Stromstärke wird die Spannungsunsymmetrie an den Motoranschlüssen wieder geringer. Die Drehzahl des Motors ändert sich bei der KUSA-Schaltung nicht.
Bei langen Anlaufzeiten kann es zum Auslösen eines phasenausfallempfindlichen Motorschutzrelais kommen. Deshalb sind solche Motorschutzrelais für einphasigen Kurzschlusssanftanlauf nicht geeignet, hier verwendet man stattdessen Motorschutzrelais ohne Phasenausfallerkennung.
Da die Dimensionierung und Berechnung in der Praxis aufgrund der unterschiedlichen Lastverhältnisse und Steuerungen des Motors sehr ungenau ist, wird der „Kusawiderstand“ großzügig bemessen und vor Ort optimal an die Lastverhältnisse angepasst.

## Betrachtung von Drehfeld und Drehmoment
Das Anlaufdrehmoment lässt sich in weiten Bereichen beeinflussen:
- ohne Vorwiderstand wird ein reines Drehfeld gebildet, und der Motor läuft mit normalem Anlaufdrehmoment an.
- bei einem unendlich großen Vorwiderstand ist der Motor nur mit zwei Wicklungen angeschlossen, die Maschine entwickelt kein Drehfeld, sondern nur ein Wechselfeld.[4] Das auf- und abschwellende Wechselfeld lässt sich vergleichen mit zwei gleich großen Drehfeldern, welche unterschiedliche Drehrichtungen besitzen.[8] Da auch kein Anlaufdrehmoment erzeugt wird, läuft der Motor nicht an. Stattdessen verhält er sich so, als würden zwei gleich starke Motoren auf einer Welle sitzen und gegeneinander drehen:[6] während der eine Motor versucht, die Welle zu drehen, wirkt der andere praktisch als Bremse.
- bei Widerstandswerten, die zwischen den beiden Extremen liegen, entsteht in der Maschine ein „Drehfeld“. Je größer der Wert des Anlaufwiderstandes, desto schwächer wird dieses Feld und desto mehr verändert es seine Form von kreisrund (bei Vorwiderstand Null) zu einer Ellipse.[8]
- Bei der Überbrückung des Widerstands ändert sich das Drehmoment sprunghaft und wird stärker.

## Vor- und Nachteile
Vorteile
- sanfter ruckfreier Anlauf
- keine Stöße und Schläge in Getriebe oder Übertragungsteilen
- einfacher Schaltungsaufbau

Nachteile
- unsymmetrische Belastung der Außenleiter
- Auslösung des Phasenausfallschutzes möglich
- nur für Motoren bis maximal 5 kW geeignet
- in öffentlichen Netzen meistens nur für Motoren bis 2,2 kW zugelassen